# Kotarsko nogometno prvenstvo Bjelovar 1959./60.
"Kotarsko nogometno prvenstvo Bjelovar", također i pod nazivom "Kotarska nogometna liga Bjelovar", "Nogometna liga kotara Bjelovar" je bila liga petog stupnja nogometnog prvenstva Jugoslavije u sezoni 1959./60. 
 
Sudjelovalo je 8 klubova, a prvak je bio "Partizan" iz Rovišća. 

## Ljestvica
| mj. | klub               | ut. | pob. | ner. | por. | gol+ | gol- | bod |
| --- | ------------------ | --- | ---- | ---- | ---- | ---- | ---- | --- |
| 1.  | Partizan Rovišće   | 14  | 11   | 2    | 1    | 56   | 21   | 24  |
| 2.  | Dinamo Predavac    | 14  | 8    | 2    | 4    | 49   | 31   | 18  |
| 3.  | Borac Berek        | 14  | 7    | 2    | 5    | 41   | 35   | 16  |
| 4.  | Mladost Ždralovi   | 14  | 8    | 0    | 6    | 41   | 40   | 16  |
| 5.  | Hajduk Patkovac    | 14  | 6    | 3    | 5    | 41   | 37   | 15  |
| 6.  | BSK Brezovac       | 14  | 5    | 2    | 7    | 23   | 33   | 12  |
| 7.  | Borac Galovac      | 14  | 1    | 4    | 9    | 18   | 44   | 6   |
| 8.  | Partizan Srijedska | 14  | 2    | 1    | 11   | 18   | 46   | 5   |

## Rezultatska križaljka
| kratica | klub               | BORB | BORG | BSK | DIN | HAJ | MLA | PARR | PARS |
| --- | ------------------ | ---- | ---- | --- | --- | --- | --- | ---- | ---- |
| BORB | Borac Berek        |      |      |     |     |     |     |      |      |
| BORG | Borac Galovac      |      |      |     |     |     |     |      |      |
| BSK | BSK Brezovac       |      |      |     |     |     |     |      |      |
| DIN | Dinamo Predavac    |      |      |     |     |     |     |      |      |
| HAJ | Hajduk Patkovac    |      |      |     |     |     |     |      |      |
| MLA | Mladost Ždralovi   |      |      |     |     |     |     |      |      |
| PARR | Partizan Rovišće   |      |      |     |     |     |     |      |      |
| PARS | Partizan Srijedska |      |      |     |     |     |     |      |      |
| |                    |      |      |     |     |     |     |      |      |
| podebljan rezultat - utakmice od 1. do 7. kola (1. utakmica između klubova) rezultat normalne debljine - utakmice od 8. do 14. kola (2. utakmica između klubova) rezultat nakošen - nije vidljiv redoslijed odigravanja međusobnih utakmica iz dostupnih izvora rezultat smanjen * - iz dostupnih izvora nije uočljiv domaćin susreta prekrižen rezultat - poništena ili brisana utakmica p - utakmica prekinuta 3:0 p.f. / 0:3 p.f. - rezultat 3:0 bez borbe n.i. - nije igrano |                    |      |      |     |     |     |     |      |      |

 Izvori: